# Ulf Ekman
Ulf Gunnar Ekman, född 8 december 1950 i Göteborg, är en svensk författare och före detta evangelisk präst och pastor. Som präst var han verksam i Svenska kyrkan (1979–1983) och som pastor grundade han och var ledare för den evangeliskt-karismatiska frikyrkoförsamlingen Livets Ord i Uppsala (1983–2013).
Tillsammans med sin hustru lämnade han Livets Ord år 2014 för att samma år upptas i romersk-katolska kyrkan.

## Biografi
Ekman föddes som son till Gunnar Ekman och Märta Ekman. Han är far till Jonathan Ekman, verkställande direktör för stiftelsen Livets Ord, samt systersonson till riksantikvarien Martin Olsson.
Ulf Ekman är teologie kandidat och filosofie kandidat efter studier i etnografi, historia och teologi vid Uppsala universitet under 1970-talet. Dessutom innehar han två hedersdoktorat, från Indiana Christian University och Oral Roberts University.
Ekman var till att börja med enbart politiskt aktiv men genomgick en frälsningsupplevelse ett par dagar före studenten 1970.

### Svenska kyrkan
Efter studierna i Uppsala vigdes han 1979 till präst i Svenska kyrkan och började arbeta som studentpräst i Uppsala. Han förblev sedan inom Svenska kyrkan fram till 1983.

### Livets Ord
Redan under sina studier i början av 1970-talet frekventerade han och tog intryck av baptistiska Korskyrkan i Uppsala. Efter sin prästvigning i Svenska kyrkan genomgick han ett års vidareutbildning vid predikanten Kenneth Hagins bibelskola Rhema Bible Training Center i Tulsa, Oklahoma, Förenta staterna. Åter i Sverige började han hålla bibelstudier i Södermalmskyrkan i Stockholm, en del av den svenska pingströrelsen.
År 1983 lämnade han sin tjänst i Svenska kyrkan för att grunda den evangeliskt-karismatiska inriktade församlingen Livets Ord i Uppsala.
Ekman blev där pastor och församlingsföreståndare fram till pension, med undantag för några år i början av 2000-talet då han bodde i Jerusalem tillsammans med hustrun Birgitta Ekman.
Han undervisade i samband med det även vid Livets Ords bibelskola, på Livets Ords Teologiska Seminarium (LOTS) och framträdde på konferenser världen över. Dessutom gästtalade och -predikade han även inom andra samfund, inklusive inom Svenska kyrkan 2006, 25 år efter att han lämnat densamma. Som ledargestalt inom Trosrörelsen skrev han åtskilliga böcker om kristen tro, varav flera översatts till engelska, ryska och övriga nordiska språk. Dessutom var Ulf Ekman programledare för Another Day Of Victory som sändes på bland annat GOD TV, samt för samtalsprogrammet "ulfekman.nu" som sändes på bland annat Kanal 10 och via Livets Ords webb-TV.
År 2013 pensionerades Ulf Ekman och 2014 lämnade han Livets Ord för att tillsammans med sin fru Birgitta upptas i romersk-katolska kyrkan.

### Romersk-katolska kyrkan
Efter sin pensionering 2013 offentliggjorde Ekman i en artikel på DN debatt den 9 mars 2014, att han och hans hustru utträtt ur Livets ord för att konvertera till romersk-katolska kyrkan. Offentliggörandet i massmedia skedde några dagar  efter att han i samband med en söndagsgudstjänst på Livets Ord den 3 mars 2014 meddelat att han, grundare av och pastor i församlingen sedan 30 år, skulle lämna församlingen för att i maj 2014 upptas i den romersk-katolska kyrkan. Som anledning uppgav han i en debattartikel i Dagens Nyheter att han och hans hustru bland annat "började inse att autenticiteten och fullheten av denna Kyrka och dess konkreta uttryck igenom historien finns i den katolska kyrkan. Denna insikt kom genom en djupare förståelse av Kyrkans sakramentala dimension och dess fasthållande av en autentisk auktoritet som kan avgöra och vägleda i både lärofrågor och moraliska frågor."
Utspelet var mycket uppmärksammat och mötte kritik, både för Ekmans tidigare profil som (särskilt under föreningens tidiga år) aggressivt evangelikal ledare med tidvis mycket fientliga utspel mot romersk-katolska kyrkan som okristen och korrupt samt att han opportunistiskt valt att konvertera efter att ha avslutat ett 30-årigt värv som frikyrkopastor. Ekman betonade själv att beslutet var framvuxet under lång tid och förankrat hos åtskilliga av föreningens medlemmar samt att splittringen var personlig och i mycket en uppgörelse med långvariga fördomar om katolsk teologi, exegetik och ritual, som han gradvis kommit att närma sig och känna sympati med. Han motiverade det avgörande beslutet som en önskan att bidra till kristen enhet, och som svar på ett ultimatum att "komma i vattnet", antingen som Jona i det gamla testamentet (som flydde Guds vilja och kastades i havet mot sin vilja) eller som Petrus (som klev ut på Gennesaretsjön på Jesus anmodan) i det nya testamentet, och att beslutet dikterats av den den helige Ande.

### Böcker
- Den stora upptäckten: vår väg till Katolska kyrkan, 2015 (tillsammans med Birgitta Ekman) ISBN 9789185608508
- Memoarer - de första stegen, 2011, ISBN 978-91-7866-7703
- Lovsång - I Himlen och på jorden, 2010, ISBN 978-91-7866-7383
- Helig eld och levande stenar, 2009, ISBN 978-91-7866-7161
- Andliga rötter, 2009, ISBN 978-91-7866-708-6
- Pastor Ulf. Samtal med Ulf Ekman, 2008 (Intervjubok av Siewert Öholm) ISBN 91-7055-381-5
- En helig kallelse, 2007, ISBN 91-7866-668-6 (eng. 2007)
- Tag och ät, 2005, ISBN 91-7866-631-7
- Älskade, hatade Israel, 2004, ISBN 91-7866-574-4 (eng. 2004, no 2004)
- Grunden för vår tro, 2003, ISBN 978-91-7866-5303
- En andlig ledare, 2003, ISBN 91-7866-532-9 (ry. 2003, eng. 2005)
- Dagen då Gud sökte mig, 2003, ISBN 91-7866-533-7
- Jesus, 2002, ISBN 91-7866-507-8 (no. 2003, ry. 2004)
- Skapad för att lyckas, 2000, ISBN 91-7866-406-3, (ry. 2001, no. 2002)
- Det kreativa sinnet, 1999, ISBN 91-7866-399-7 (ry. 2000, eng. 2001, no. 2001)
- I found my destiny. The story of Ulf Ekman and Word of Life , Sweden, 1999, ISBN 91-7866-394-6
- Bön som skakar nationen, 1997, ISBN 91-7866-377-6 (no. 1997, eng. 1998)
- Denna välsignade press! historien om Livets ord, 1996, 2004, ISBN 91-7866-359-8
- Smörjelse - manifestationer av den helige Ande, 1996, ISBN 91-7866-348-2 (no. 1996, ry. 2001, eng. 2002)
- Doktriner. Den kristna trons grundvalar, 1995, ISBN 91-7866-341-5 (no. 1995, eng. 1996, ry. 1996, 2002)
- Herren är en stridsman. En handledning i andlig strid för varje troende, 1995, ISBN 91-7866-288-5 (ry. 1997, eng. 2000)
- Hur du förlöser din kapacitet i Gud, 1994, 2000, ISBN 91-7866-305-9 (no. 1995, ry. 1996, eng. 2002)
- Vägen ut ur Sodom och Gomorra, 1993, ISBN 91-972086-0-4 (no. 1993)
- Aposteln. Vägröjare och grundläggare, 1993, ISBN 91-7866-280-X (ry. 1998, eng. 1995)
- Den levande Gudens församling, 1993, ISBN 91-7866-265-6 (eng. 1994, no. 1995)
- Frimurerordenen: Hemmelig brorskap & okkult religion (med Ruben Agnarsson och Vebjørn Selbekk) ISBN 82-91311-01-3
- Judarna - framtidens folk, 1992, 3. uppl. 1995, ISBN 91-7866-210-9 (no. 1992, 1998, eng. 1993, 3. uppl. 2000, sp. 1995, isl. 1997,  ry. 2004)
- Den profetiska tjänsten, 1990, 1993, ISBN 91-7866-146-3 (eng. 1993, ry. 1995)
- Ekonomisk frihet, 1989, 3. uppl. 1995, ISBN 91-7866-134-X (eng. 1990, 4. uppl. 2000, fi. 1992, ry. 1993, no. 2005)
- Starta kristna skolor! En rapport från Livets ords kristna skola (med Maj-Kristin Nilsson, Hans Gabre m fl) ISBN 91-7866-109-9
- Gud, staten och individen, 1988, ISBN 91-7866-070-X (no. 1989, eng. 1990, ry. 1990, 4. uppl. 1995)
- Auktoriteten i namnet Jesus, 1987, 1993 ISBN 91-7866-058-0 (no. 1988, ry. 1990, eng. 1993, rt. 1994)
- Tro som övervinner världen, 1985, 6. uppl. 2004, ISBN 91-7866-016-5 (eng. 6. ed. 2000, ty. 1993, ry. 1990, 4. uppl. 2004, no. 1986, 2001, fi. 1985, isl. 1988)

### Antologier
- För en tid som denna. Samlade ledare, 2002, ISBN 91-7866-479-9
- Allt förmår den som tror. Samlade predikningar, 2001, ISBN 91-7866-408-X (eng. 2002, ry. 2003)
- Dag efter dag bär han oss, 2000, 4. uppl. 2007, ISBN 91-7866-420-9 (no. 2000, eng. 2001)
- Ett liv i seger. Antologi, 1990, 4. uppl. 1994, ISBN 91-7866-169-2 (eng. 1991, 3. uppl. 2000, ry. 1993, ty. 1994)

### Småskrifter
- Välsignad eller girig? Om hur jag kan leva i välsignelse fri från ekonomisk fruktan och mammonstillbedjan, 2007, ISBN 978-91-7866-683-6
- Cerkovʹ živogo Boga, 2004 (polska)
- The origin purpose and application of the Bible, 2005
- Bön som förändrar, 2002, ISBN 91-7866-466-7
- Utvalda kapitel ur För en tid som denna: samlade ledare, 2002, ISBN 91-7866-538-8
- When the world is shaken. Ulf Ekman about September 11, 2002, ISBN 91-7866-452-7
- Kalla dig välsignad, 2001, ISBN 91-7866-447-0 (ry. 2002)
- Kogda mir potrjasen. B [Ulʹf Ėkman o teraktach v SŠA] ISBN 5-943240-13-6
- Bibelns syn på lidande, 1995, ISBN 91-7866-345-8 (eng. 2003)
- Frihet från fördömelse, 1995, ISBN 91-7866-346-6
- Guds syn på pengar, 1995, ISBN 91-7866-343-1 (eng. 2003)
- Bibeln är Guds ord, 1995, ISBN 91-7866-344-X (ry. 1997)
- Guds modell för väckelse, 1994, ISBN 91-7866-304-0
- Gud är en god Gud, 1994, ISBN 91-7866-309-1 (eng. 1995, isl. 1999, ry. 2004)
- Dopet i den helige Ande, 1994, ISBN 91-7866-289-3 (eng. 1995, no. 1996, ry. 1997)
- Vad tro är, 1994, ISBN 91-7866-302-4 (no. 1996, eng. 2002)
- Auktoriteten i namnet Jesus, 1987, 1993, ISBN 91-7866-222-2 (no. 1988, ry. 1990, eng. 1993)
- Jesus dog för dig, 1993, ISBN 91-7866-273-7 (eng. 1993, ty. 1993, 1994, no. 1996)
- Född till seger, 1992, ISBN 91-7866-224-9 (eng. 1995)
- Frikänd: du kan ha ett gott samvete, 1989, 1993 ISBN 91-7866-104-8 (eng. 2002)
- Guds plan för dig, 1989, 1994, ISBN 91-7866-099-8 (eng. 2003)
- Gud är din förbundspartner, 1989, 1993, ISBN 91-7866-118-8 (eng. 2002, ry. 2004)
- Liv och död är på din tunga, 1989, 1993, ISBN 91-7866-117-X
- Född till framgång, 1988, ISBN 91-7866-096-3 (isl. 1990)
- Gud vill hela alla!, 1988, 1993, ISBN 91-7866-092-0 (ry. 1990, eng. 1993)
- Hur man vinner seger över besvikelse och bitterhet, 1988, 1993, ISBN 91-7866-091-2 (isl. 1990, eng. 2003)
- Du kan höra vad Gud säger!, 1987, 1994, ISBN 91-7866-054-8 (no. 1988, ry. 1991, eng. 2002)
- Kraften i den nya skapelsen, 1987, 1993, ISBN 91-7866-046-7 (no. 1987, fi. 1987, eng. 1989, 1993, ty 1994, ry. 1990, 1991)
- Levande tro contra humanism, 1987, ISBN 91-7866-056-4 (no. 1988)
- Tillintetgör djävulens gärningar!, 1987, 1993, ISBN 91-7866-055-6 (isl. 1988, eng. 1989, 1993, ty. 1994, ry. 1989,)